# Spring Cup 1993
Der Spring Cup 1993 war ein Dartsturnier, das bis zum 4. April 1993 in Luxemburg ausgetragen wurde.

## Teilnehmer
Deutschland
- Herren: Andreas Kröckel, Kai Pfeiffer, Bert Hansen, Michael Rosenauer, Colin Rice, Andree Welge, Dieter Schutsch, Rainer Baumdick
- Damen: Heike Ernst, Marion Diehn, Astrid Kamm, Andrea Mejlsing
- Teammanager: Dietmar Ernst, Volker Hatlauf[1]

## Wettbewerbe

### Herreneinzel
|  | Finale |                       |  |
|  |        |                       |  |
|  |        |                       |  |
|  |        | Bert Vlaardingerbroek |  |
|  |        | Erik Clarys           |  |

### Herrenteam
| Pl. | Nation      | Einzel | Doppel | Pkt. |
| --- | ----------- | ------ | ------ | ---- |
| 1.  | Niederlande | 226    | 252    | 478  |
| 2.  | Deutschland | 222    | 238    | 460  |
| 3.  | Belgien     | 218    | 204    | 422  |
| 4.  | Schweiz     | 158    | 152    | 310  |
| 5.  | Frankreich  | 126    | 122    | 248  |
| 6.  | Österreich  | 124    | 122    | 246  |
| 7.  | Luxemburg   | 102    | 86     | 188  |

### Dameneinzel
|  | Finale |                 |  |
|  |        |                 |  |
|  |        |                 |  |
|  |        | Andrea Mejlsing |  |
|  |        | Monique Victoor |  |

### Damenteam
| Pl. | Nation      | Einzel | Doppel | Pkt. |
| --- | ----------- | ------ | ------ | ---- |
| 1.  | Deutschland | 84     | 92     | 176  |
| 2.  | Niederlande | 78     | 72     | 150  |
| 3.  | Schweiz     | 72     | 60     | 132  |
| 4.  | Belgien     | 69     | 54     | 123  |
| 5.  | Luxemburg   | 44     | 52     | 96   |
| 6.  | Frankreich  | 43     | 44     | 87   |
| 7.  | Österreich  | 30     | 46     | 76   |